# Casa del Fascio
A Casa del Fascio (pronunciado [ˈkaːza del ˈfaːʃo]), atualmente conhecida como Casa del Popolo, em Como, é um dos ícones cimeiros da arquitetura do racionalismo italiano. Desenhada por Giuseppe Terragni, traduz-se numa homenagem monumental à ideologia fascista. 
Foi inaugurada em 1936 como a sede local do Partido Nacional Fascista. O prédio funcionou como tal até 1945, quando a cidade de Como foi liberada dos fascistas, e foi ocupado pelo Comitê de Libertação Nacional Italiano até 1957, quando virou patrimônio nacional e passou para o Estado Italiano. Hoje, o edifício funciona como sede local da Guarda de Finanças.

## Descrição
É composta por um volume em forma de um cubo cortado ao meio, horizontalmente, onde se estabelece um diálogo entre uma estrutura reticulada racional e a aparência sólida do conjunto. Efetivamente, torna-se difícil descrever a obra vista de fora: talvez pareça um bloco maciço que foi escavado ou, pelo contrário, uma rede de células tapadas em alguns locais por paredes.
A composição formal das aberturas do edifício, em camadas, está disposta de forma a realçar um átrio no interior da construção que, na primeira concepção de Terragni seria como que um cortile - ou seja, um pátio interior descoberto, como nos "palazzos" tradicionais italianos. Ao longo da concepção da obra, este espaço descoberto foi tomando outros aspectos. Terragni acabou por definir neste espaço uma sala de reuniões, central, de pé direito duplo com cobertura de betão e vidro, à volta da qual se dispõem galerias, escritórios e salas com outras funcionalidades subsidiárias - o que denota uma concepção política centralizadora.
A monumentalidade e cariz ideológico da obra é acentuada por outros efeitos arquitetónicos.
- Na sala de reuniões principal existia um painel, em forma de fotomontagem, com a figura de Mussolini em destaque;
- Havia um relicário em homenagem aos "heróis do fascismo";
- Uma série de portas de vidro abrir-se-iam automaticamente permitindo o intercâmbio entre a praça e o vestíbulo - "foyer" - no centro do edifício, dando a ideia de uma massa arquitetônica disposta a abrigar o povo no seu seio;
- O "foyer", cujo teto é revestido a vidro, cria um efeito caleidoscópico que expande ilusoriamente a malha reticulada do edifício até ao infinito;
- A obra está inserida junto ao centro histórico de Como, de forma a tentar criar, sutilmente, uma legitimidade histórica;
- O edifício assenta sobre uma pequena elevação (um piano rialzato - segundo a expressão de Terragni) de pedra trabalhada, em jeito de um sutil pedestal;
- A fachada é revestida a mármore botticino.

Esta obra está relacionada, no contexto do racionalismo italiano, com outras obras de Terragni: em especial, a Escola Sant' Elia e o Espaço 1922 (comemorativo décimo aniversário da Marcha sobre Roma), inserido no edifício projetado para a "Mostra della Rivoluzione Fascista", por Adalberto Libera e De Renzi.